# 謝雪紅
謝雪紅（1901年10月17日—1970年11月5日），原名謝阿女，台灣彰化人，日治時期台灣共產黨（日本共產黨臺灣民族支部）創始黨員之一、中國共產黨黨員、台灣民主自治同盟首任主席，是中華人民共和國八大民主黨派的參政政治人物之一。谢雪红被認為是台灣社會主義革命先驅，享有「台灣第一位女革命家」之譽。
謝雪紅於1925年二赴上海時，據稱獲批准加入中國共產黨，但是卻無證人、無入黨儀式，因此發生黨籍資格爭議。1928年，他創立台灣共產黨，成為日共台灣支部，惟台共於1931年即為日本殖民當局鎮壓而覆滅瓦解。臺灣光復以後，謝雪紅繼續參與地下黨，並於二二八事件中在台中組織二七部隊，堅持對國民政府採取武力抵抗，失敗之後逃往廈門，旋轉赴英屬香港，1948年正式加入中國共產黨，同時參與創建台灣民主自治同盟。此後，他陸續出任中共中央華東局軍政委員、中華全國婦女聯合會执行委员会委员，1954年當選台湾省全国人大代表。1957年反右運動中，謝雪紅被打成右派，並遭開除中共黨籍，歷經多次批鬥，长期抑郁。謝雪紅在文革期间遭到迫害，病死於1970年:50。文革结束後，1986年謝雪紅得到平反。

## 生平簡介

### 早期
謝雪紅原名謝氏阿女，八個子女中排行第四，幼時因家貧失學，父親謝匏當搬運工人，母親陳銀靠替人縫製衣服維生，父母皆文盲。12歲父母雙亡，賣給台中洪姓人家作童養媳與小妾以籌葬母費及還債，飽受養母虐待，一度企圖自殺。
1917年（一說1918年）謝雪紅離家出走，至台南當台南製糖株式會社女工（一說返回彰化）。後遇台中大地主、霧峰林家之親戚張樹敏並成為其妾。1918年共赴日本內地神戶經商，自修日文與漢文，期間接觸米騷動，首度接觸社會主義思想。之後到達中國青岛接觸五四運動，思想漸受衝擊。

### 返台經營
1921年返台，加入林獻堂、蔣渭水等人剛成立的「台灣文化協會」，深刻體認到台灣政治社會的脈動和方向。
1922年，謝雪紅在台中市錦町「勝家裁縫機商會」擔任業務員，後於台中州新盛街開設「嫩葉屋」洋服店自力更生，替人製作婦女衣服和童裝。她深信：「一個婦女若可依賴自己的工作而獲得經濟上之獨立，則可免受男人之束縛，自由自在掌握自己命運。」
1924年，在草鞋墩認識了林木順。

### 赴中就學
1925年前後抵達上海，加入由蔡孝乾、張深切、林維金、洪緝洽組成的台灣自治協會，參加過五卅運動，化名「謝飛英」，推薦入國共合作創辦之上海大學社會系（主任瞿秋白）四個月，經黃中美介紹而被告知加入中國共產黨（因為不符入黨程序而使謝雪紅的黨籍資格發生爭議，直到謝雪紅過世多年後，於1986年中共平反謝雪紅右派案時才追認其黨齡，但並未完全平反）。

### 赴俄留學

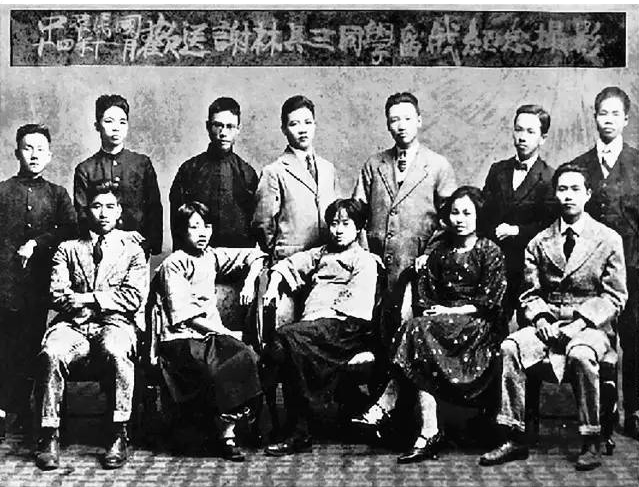
1925年11月，由上海大學派赴莫斯科留學前的謝雪紅（前排右二）與林木順（後排右一）等人合影留念

1925年12月受中國共產黨培植，與林木順一起至蘇聯莫斯科專為共產國際培養東亞各國共產黨幹部的專門學校東方大學日本班就讀學習，吸收共產主義思想，赴赴俄留學期間，表現傑出，共產組織給了「基爾莎諾娃」（Кирсанова）名號，做為聯繫之用。
留學期間正遇上日本共產黨内部发生山川主義與福本主義的辯論，林木順與謝雪紅列席了日共內部的辯論，認識了片山潛、德田球一、渡邊政之輔、佐野丈夫、福本和夫、風間丈吉。後由共產國際對福本主義與山川主義的批判，成為了日本共產黨《一九二七年綱領》的基礎。1926年底，轉到莫斯科中山大學就讀，曾與蔣經國是同學。1927年11月，謝雪紅和林木順結束在莫斯科的課程，兩人接受共產國際的指令，奉命與日本共產黨聯絡，回到中國，籌組「日本共產黨台灣民族支部」，即台灣共產黨。

### 台共的成立與消亡
1927年，在台灣發展共產黨組織與婦女團體，並深入台灣當時左翼的臺灣農民組合的民間公會團體。台灣發生文協左右分裂，日本內地發生昭和金融恐慌，中國發生白色恐怖和“清黨”。
1927年11月從海參崴回到上海及日本秘密活動，用「吳碧玉」化名掩護身分，在上海，組織了「上海台灣讀書會」，用以培養黨員。12月前往東京參加日共中央委員會接受建黨指示，在上海租界參與建立「台灣共產黨」（日本共產黨台灣民族支部）。
1928年3月15日，日本发生“三一五事件”，日本共產黨重要領導人都遭到逮捕，所以将领导台共成立大会的任务委托给中共。
1928年4月15日，台灣共產黨在上海法租界舉行成立大會，黨員只有18人，建黨大會也只有9人出席。謝雪紅為大會主席，草擬了台灣共產黨「政治大綱」，以「追求台灣獨立、成立台灣共和國、樹立工農政府」為大會宣言。大會出席者为中共代表彭荣、朝鲜共产党代表吕运亨，以及谢雪红、翁泽生、林木顺、陈来旺、林日高、潘钦信、张茂良，等9人。会议选举林木顺、林日高、蔡孝乾（缺席）、洪朝宗（缺席）、庄春火（缺席）为中央委员。谢雪红、翁泽生当选中央候补委员。
成立時頒佈的黨綱如下：
1. 打倒總督專制政治─打倒日本帝國主義
2. 台灣民族獨立
3. 建設台灣共和國
4. 廢除壓制工農的惡法
5. 七小時勞動 - 不勞動者不得食
6. 罷工、集會、結社、言論、出版自由
7. 土地歸於農民
8. 打倒封建殘存勢力
9. 制定失業保護法
10. 反對暴壓日、鮮無產階級的惡法
11. 擁護蘇維埃聯邦
12. 擁護中國革命
13. 反對新帝國主義戰爭

1928年4月18日召開台共第一次中央委員會。台共第一次中央委員會，決議林木順、林日高、潘欽信、謝玉葉四人潛回台灣發展組織，謝雪紅任中央候補委員，並兼任駐東京代表:50。謝雪紅負責與日共聯繫，翁澤生駐上海代表，負責與中共聯繫。
1928年4月20日，台共中央给中共中央致感谢信，对中共支持和领导台共成立大会表示由衷的谢意，强调绝大多数台共党员加入了中共，希望未来能继续获得这种支持。
1928年4月25日，台共建黨甫滿十天，因為「上海讀書會」事件，為了聲援在朝鮮被捕的共產黨黨員，在上海發傳單鼓譟人民反抗日本，一天清早，日本秘密警察便逮捕了九名台共人員，其中包含謝雪紅，被日人逮捕並遭受酷刑，解送回台灣審判。與謝雪紅一起同居的林木順則順利脫逃。
1928年6月2日，在罪狀不足的情況下，謝雪紅在台灣獲釋。
1928年6月10日前后，與林日高、莊春火、蔡孝乾、洪朝宗等人發展台灣共產黨組織，從事台灣革命活動:50，在台北大桥淡水河畔召开台共第二届中央委员会，会议一致同意谢雪红任台共中央委员。不久，蔡孝乾等潜至福建漳州，在台湾抗日的谢雪红成为台共的领导中央。謝雪紅訪問台灣文化協會及台灣農民組合，並與返台的共產黨員聯絡。主張婦女運動必須與革命同時進行，在台北大稻埕開設了一家左翼的「國際書局」（台北市大同區延平北路一段155號），作为台共的秘密联络点，販賣左派思想的書刊，在日本政府的統治下，進行地下活動。與日共取得聯繫，然而來台的日共人員，在基隆港遭日警槍殺，中斷了與日共中央聯繫。
謝雪紅開始與助手楊克煌姊弟戀。台灣共產黨，並對文化協會、農民組合及民眾黨三個團體，進行滲透： 
1. 說服重要幹部，使他們轉變為共產主義。
2. 派遣幹部滲透進入這些團體。
3. 由內掌控這三個團體的領導權。[來源請求]

謝雪紅採用，先滲透，再動員的策略，先讓這些團體左傾，舉辦「青年幹部訓練班」，來宣傳、滲透、學習左派思想。
首先，農民組合，成功左傾。再來，文協分裂，也成功左傾。謝雪紅介紹她的大學女同學給蔣渭水，不久，台灣民眾黨，開始變質，改擁護馬列主義的左派政黨。
1929年2月12日，發生二一二事件，台灣三百處的台灣農民組合機構，被日警突擊搜查並逮捕多人。日警到国际书局逮捕谢雪红和楊克煌。日本殖民当局，未查获农组与台共关系之相关证据，谢雪红于1929年3月1日获释。
获释後，谢雪红把苏新等人，派遣到矿区和铁路，开展工运工作，使台共的活动，植根工农群众中。
1929年12月12日，谢雪红创办的「台湾战线」和王万得创办的「伍人报」合并，组织「新台湾战线社」，发行新「台湾战线」，宣传反日及共產黨理念。
1931年林日高與莊春火等人，脫黨，謝雪紅變為台共的唯一的最高領導人。
1931年5月，上大派翁澤生、王萬得、潘欽信藉機奪權，謝雪紅被台共開除黨籍。
1931年6月26日，於日警全島大逮捕中（台灣共產黨在此次事件覆滅瓦解），謝雪紅再次被捕，以參與左派運動為由判刑13年，在獄中遭受各種酷刑。

1940年4月，在獄中關押9年後，謝雪紅因感染肺炎而獲准保釋出獄。謝雪紅康復後，改名為「山根美子」，定居台中市，住在台中繼光街，並在當地經商，與在監獄被關押期間而另娶妻室小她7歲的情人楊克煌共同經營「三美堂」百貨店。

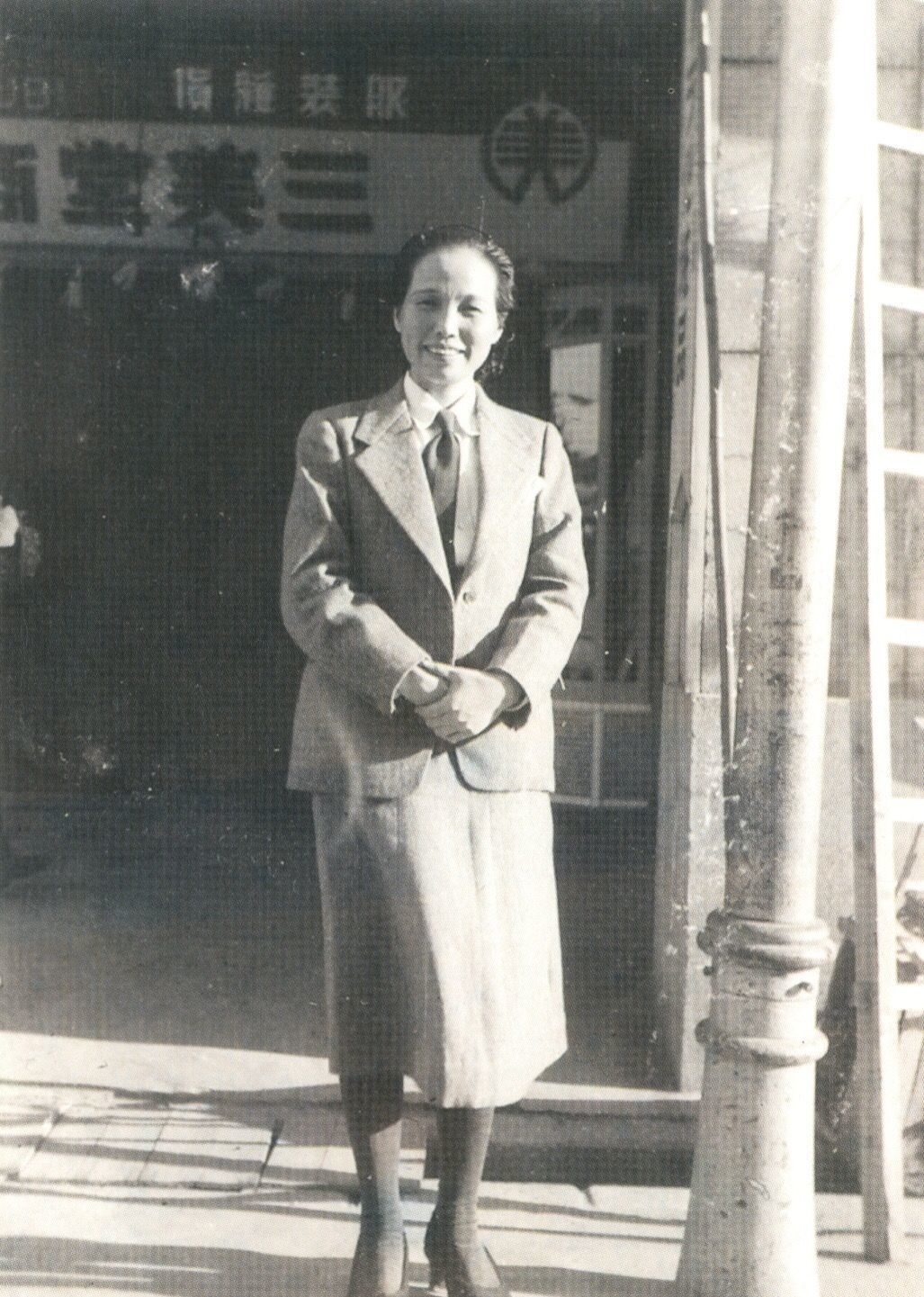
謝雪紅出獄後於1944年在台中市與楊克煌共同經營的「三美堂」雜貨店門前留影。

謝雪紅出獄後，不時受到日本警察的監視，但仍暗中持續經營共產地下組織及共產黨外圍團體「臺灣農民組合」，積極重建台灣共產黨。二戰末期，美軍轟炸台中，謝雪紅就以低廉的價格頂讓三美堂。謝雪紅帶著已故趙港的女兒趙秀瓊，以及楊克煌等核心幹部，撤退到台中太平頭汴坑的山區，在那種麻竹筍、龍眼，自力更生。

### 國民政府治台時期
1945年二戰結束，日本戰敗投降，在國民黨政府「前進指揮所」進駐台灣之前，台灣社會的權力，處於真空的狀態，受過共產國際專業幹部培植的謝雪紅，深切知道，此時，就是她要在台灣社會中，扮演關鍵性角色的時刻。謝雪紅把握機會，努力積極在布建組織。10月，謝雪紅在台中組織「台灣人民協會」與「農民協會」，再次積極投入各項社會革命運動。傳播「台人治台」的思想。其組織曾遭陳儀政府強迫解散。
謝雪紅募款買下了位於今台中市自由路與居仁路口的建國工藝職業學校，擔任校長，以教育青年學子，傳播思想。日後，更號召學生組織二七部隊反抗國民政府。。
透過她的男朋友楊克煌擔任記者的《和平日報》攻擊陳儀的弊政。此時的謝雪紅非常活躍，還接收了一家南北貨批發商的鹿鳴行。透過何集淮(陳文茜的外叔公，逃往中國大陸，改名何健人，文革時被勞改至死。)介紹認識了古瑞雲(後來，在二二八事件中，擔任二七部隊的副官)，並收為乾兒子。國民政府接收台灣的初期，來台接收的官員，大部分是「江浙幫」，許多人習慣說上海話，大多語言不通，而謝雪紅會說上海話，因此在連結上扮演重要角色。
1947年2月28日發生「二二八事件」。1947年3月2日，台中市民在台中舉行市民大會，當時為台中市婦女會理事長的謝雪紅，被推選擔任市民大會的大會主席。會中群眾決定遊行示威，謝雪紅等人呼籲台中市民響應台北的起義，驅逐各地貪官污吏，於當日下午成立「台中人民政府」。1947年3月3日組成「台中地區治安委員會作戰本部」，謝雪紅自任總指揮，民軍攻佔軍營及彈藥庫，以供應嘉義、虎尾等地的起義軍。1947年3月4日民軍隊伍共攻佔台中縣警察局、台中市警察局、台中市政府，以及台灣省專賣局台中分局及台中廣播電台等機關:49。1947年3月5日取消台中人民政府，另組「特別志願隊」。1947年3月6日作戰本部將干城營區的數個民兵團體如「第八部隊」及四百餘名青年、學生，改組成著名的「二七部隊」以對抗國軍部隊。之後國軍大批增援部隊抵達台灣進行全島平亂。1947年3月12日二七部隊轉移至南投埔里，並希望在山區進行游擊戰，但當地原住民不支持游擊作戰；二七部隊孤立無援、又無法與他處隊伍聯繫。1947年3月14日謝雪紅接受中共地下黨聯絡員謝富的解散部隊之指示，謝雪紅先行離開二七部隊開始逃亡。1947年3月16日晚間，二七部隊埋藏武器後遂行解散。國民政府開始通緝謝雪紅和楊克煌，兩人透過關係，從高雄左營軍港搭乘軍艦逃往廈門。1947年4月，謝雪紅與楊克煌逃離台灣輾轉抵達香港，之後終生未返台。

### 香港與北京時期

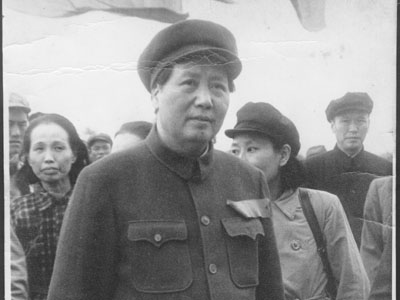
1949年10月1日，因應「新中國」的成立而舉行中華人民共和國開國大典，做為台湾民主自治同盟代表入選第一屆人民政協會議成員的謝雪紅受邀出席該典禮（左一），畫面中央者為毛澤東。

1947年11月12日，孫中山誕辰紀念日，謝雪紅、楊克煌、蘇新等人的努力下，在香港成立「台灣民主自治同盟」(簡稱「台盟」)，謝雪紅擔任台盟主席，並以「台灣民主自治同盟」主席的身份進入中國共產黨高層擔任黨政要員，出任中國大陸全国妇女联合会的副主席。
1948年2月，廖文毅曾邀謝雪紅共同組織「台灣再解放聯盟」，但遭拒絕。 
1948年謝雪紅進入中國大陸。

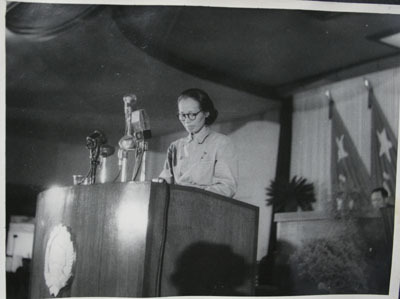
1949年9月23日，谢雪红在中南海怀仁堂舉行的中國人民政治協商會議第一屆全體會議上发言。

1949年起擔任全国妇女联合会执行委员会委员、全國政協委員、全國人民代表大會代表等。1949年10月1日中華人民共和國中央人民政府成立典禮上毛澤東在天安門宣布中華人民共和國成立時，謝雪紅就站在毛澤東的右後方。
1950年2月28日謝雪紅代表中华人民共和國政府，發表第一份告台灣同胞書。
1954年當選全國人大代表，並於全國人大第一次會議發言討論宪法草案，謝也是中共建國初期對台政治的主要發言人。1951年謝雪紅提出處理台灣問題須考慮到台灣政治、經濟、文化特殊環境，以中國民族主義來要求台灣是不近人情的。因為謝雪紅的深厚的台灣意識，使她被李純青等人批評為地方主義。

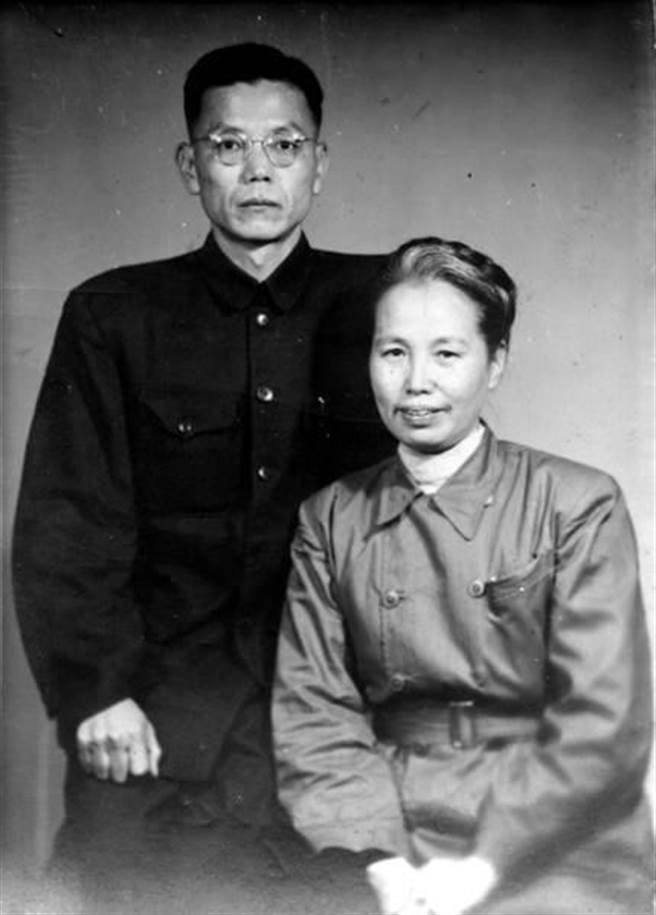
1950年代的謝雪紅（右）與楊克煌（左）

另外，據台盟人士指出，有三個重要因素導致謝雪紅後來失勢。第一，早在「二七事件」時，便有戰友對謝的領導風格有意見。台盟改選主席時，謝雪紅遭到內外諸多批評，因劉少奇認為貿然撤換謝雪紅不利對台工作，謝仍留任主席虛銜，卻未直接管理會務。第二，謝雪紅在組織之上傾向任用具有日本經歷、或曾在日本政府或汪精衛政權下任職之的台籍幹部，其他台盟與中共人士對此不能理解。第三，據台盟反對謝雪紅的人士稱，謝雪紅在1949年後曾經對若干台盟同僚（如吳克泰、蘇新、葉紀東）有所指責，被指責者認為謝之意見純屬誣陷。

### 文革與病逝
谢雪红表现出的“台湾自治”主张倾向与中共大一统论相冲突，更有传言指其曾对毛泽东说“中共如果来台湾，就会发生第二次二二八事件。”令其后来在中国政坛的地位迅速跌落。
1957年謝雪紅命運開始轉變，謝雪紅晚年落魄受辱，毛澤東發動反右運動中，謝雪紅被打成右派，並遭開除中國共產黨黨籍。
1957年11月10日至12月8日，台盟对台盟的創辦人谢雪红，进行了十次批斗大会。北京的《光明日报》 说：“谢雪红在 1947年混入共产党，十年来她以‘老革命’和‘二二八女英雄’自居，目空一切唯我独尊。共产党内曾对她长期进行教育，耐心地等待她悔改。但是谢雪红始终抗拒党对她的教育，这次更利用党整风机会 放出许多毒箭，向党进攻。”
谢雪红被戴上“反党、反社会主义”的帽子，批斗谢雪红犯下“四大罪行”：
- 第一项罪状是，“点火煽风向党进攻，破坏反右派斗争”；
- 第二项罪状是，“反动的政治路线，狂妄的个人野心”；
- 第三项罪状是，“一贯地依靠坏人，打击左派”；
- 第四项罪状是，“共产党叛徒，二二八的逃兵”。

同是台共的杨春松，在斗争会批判说：
- 谢雪红出狱后，和日本特务往来密切，经营‘三美堂’，招待日本士兵特别亲切，被称为‘兵之家’。日本投降后，谢又经营‘大华酒家’，做了许多不可告人的勾当。
- 1947年，台湾人民爆发了英勇的‘二二八’起义。谢虽然在台中地区参加起义，但当群众一致要求枪毙有血债的伪台中县长刘存忠时，谢却加以包庇，硬将刘存忠送还警察局保护。谢还到各处尽力为国民党反动派解围。在国民党援军反功台中时，谢不顾起义部队的死活，携走了人民捐献的公款台币十万元，和杨克煌张惶逃往埔里。
- 当敌人进攻埔里时，谢又背弃人民武装和一起逃跑。在逃跑途中，看见报载蒋经国要去镇压‘二二八’事件的消息，她就写信给蒋经国，介绍她自己是国民党员，要求蒋经国‘宽大处理’。谢雪红一直宣传自己是‘二二八’的女英雄，事实上她是‘二二八’的逃兵。”

面对惨烈的斗争，谢雪红气愤的答覆：“同志们，是的，我下流，我卑污，我做过许多不可告人的事，但是，那种污泥式的生活，难道是我要过的吗？如果不是为了党，为了党的指示和党的纪律，我会如此吗？”“污泥中的生活，在共产党人的人生观来说应该是光荣的。如果这也成了对我攻击的罪状，你们去打探打探，今天党的领导同志，不问男和女，都比我污泥生活不知要烂污多少倍，为什么他们却是光荣，而目前对我就是罪状呢？”
1958年，中國大陸的反右運動中，關於「中國共産黨台灣民主自治同盟黨組關於右派分子謝雪紅的政治結論」文中寫道：「謝雪紅主張台灣“自治”，“高度自治”，“台人治台”。這種主張，實際上是要台灣成爲一個獨立王國。她和楊克煌都說：在日本統治時期，台灣人是一個“獨立民族”。謝又強調台灣的政治經濟文化和大陸有不同的特徵，台灣人與大陸人有不同的思想意識和特殊的政治要求。根據上述理論，即獨立民族和台灣特殊的理論，她堅持要求台灣“自治”，說“自治是台灣人民幾十年來的要求，反對自治就是台灣人民和台灣歷史的罪人”(鬥爭會上說的)。她的所謂“自治”是要求“省、縣，市長，都要選舉台灣人”(在黨組會上說的)。一九四九年七月，在台盟華北總支部台灣要在北京設立一個機構，“與各國通商”。她還組織了一個文化企業公司，在籌備會上，她答應這個公司將來可以回台灣接收文化企業。顯然的，她的所謂“自治”實際上就是台灣獨立。」

谢雪红在1968年文化大革命中，遭台盟同志公开斗争，胸前挂着“大右派谢雪红”的牌子，斗争她的人按住她的脖子说：“永不低头的谢雪红，终于低头了。”那时谢雪红67岁，二年后便过世了。

1968年5月25日，中共中央、中央文革小组发出《转发毛主席关于〈北京新华印刷厂军管会发动群众开展对敌斗争的经验〉的批示的通知》，清理阶级队伍运动在全国范围内展开，謝雪紅被抄家，然后押往台盟總部。批斗謝雪红的人勒令她下跪。因此谢拒絕下跪，於是，他们以「坐飛機」的方式處罰她，有两个人向後拉住她的雙手，然後以腳踢她膝彎部位，令其跪下，其中一位按住她的頭部說：「永不低頭的謝雪紅終於低頭了！」繼之以赤拳擊打，就在這個時刻，舊台共黨員王萬得走過來，更是飽以老拳。謝雪紅旋告昏厥，王萬得以冷水潑醒她，再拳打腳踢，最後揚長而去。那年，她67歲。
謝雪紅遭到很大的精神打擊，身體的健康情況從此也江河日下。
依謝雪紅口述、楊克煌筆錄之傳記《我的半生记》中所附年表記載，謝在1966年文化大革命發生後，在1966年到1969年之间，曾多次被台湾民主自治同盟各派批鬥，其被批鬥紀錄如下：
- 1966年9月3日—14日  在永安里住家總共有四次被抄家和批鬥
- 1967年4月14日  在頭安街再被抄鬥
- 1967年4月29日  在台盟機關遭徐萌山、陳炳基批鬥
- 1969年3月1日  遭陳炳基開會批鬥

對謝雪紅來說，生命低谷裡的小小救贖，也許是小她七歲、相伴半生的楊克煌。二二八事件後，楊克煌留下妻女，跟謝雪紅前往中國大陸，顛沛受打壓，兩人一度被迫分開，於生命最後的末段才又重逢。那時謝雪紅身體已大不如前，楊克煌也中風，身體多有障礙。
1969年年中，楊克煌開始寫下，謝雪紅口述自己的一生，一直寫到1970年11月，謝雪紅病逝於北京醫院。
1970年11月5日13時37分，谢雪红因患肺癌病逝于北京，终年69岁，結束了傳奇的一生。在去世前，谢雪红留下三点遗嘱：
- 第一，我不是右派。
- 第二，我仍然拥护共产党，拥护社会主义。
- 第三，我一生也犯过错误。

1986年，中共為謝雪紅平反，9月15日骨灰移放八寶山革命公墓，由中共中央統戰部副部長武連員致悼詞，中央統戰部部長閻明復出席追悼會，台盟主席蘇子蘅主持追悼會，周恩來遺孀，全國政協主席鄧穎超致贈花圈。但中共與若干台盟人士認為謝雪紅雖不是「右派」，在組織與原則上仍有很多「問題」應該追究，所以追悼文上這樣說：「儘管她一生中有過『曲折和錯誤』，但她為反對外來侵略，實現祖國統一而鬥爭的精神，以及為此而作出的努力，是不可磨滅的。今天為謝雪紅同志舉行骨灰移放儀式，正是表達我們對她的紀念，也是表達我們對過去和現在一切為祖國統一事業作出貢獻的臺灣同胞的崇敬。」由於中共官方在改革開放後也承認毛澤東發動文革是重大錯誤，所以謝雪紅的「曲折和錯誤」基本上沒有影響中共對她的平反。

## 評價
1948年，在謝雪紅離開台灣抵達香港後，首次見到謝的金堯如這樣描述：中高身材，臉色秀氣:51。
2000年，蔡秀女編導的台灣公共電視紀錄片系列《世紀女性，台灣第一》的其中一集《台灣第一位女革命家：謝雪紅》介紹謝雪紅的生平，對她有以下的評價：
|                  | 謝雪紅的出身決定她無產階級革命的信仰，加上日本對台灣之暴虐殖民，身為女性的她，深感於父權與殖民者之雙重迫害。第一次中国之行，開展眼界，置身中國最動盪的時代，革命情懷大受激勵。莫斯科东方大學造就她成為真正的共產黨員，憑著天生的領導才能，成立台共。武裝部隊與國軍部隊抗爭，顯現其非凡的氣魄，在在不讓鬚眉，足為女性爭自由的典範。下半生長住中國大陸地區，但仍心念家鄉，爭取台灣人民之權益。 |
| ——蔡秀女，2000年 | |

2022年，張亞中評：谢雪红「這是非常傳奇的一生，大家可以看得出來，這是一位很帶種的女性啊，出生非常的寒微，但她一生過得也夠精彩了。她為她的理念在奮鬥」

## 軼事
- 德田球一的皮箱。楊克煌回憶：「謝雪紅當時用一個小皮箱裝了她的衣服，那隻皮箱是1928年初謝在東京向德田球一同志借的，到這時也已二十年的歷史了。後來1954年在上海時，這隻皮箱可能給周明拿去用了。」；古瑞雲回憶：在228事件發生後藏匿期間，謝提到在莫斯科時「德田球一很器重我。回國時把自己的皮箱留下給我，作紀念。」；「我根據會議上的決議（1948年在香港召開的省工委會議），寫了一篇關於謝的文章（日文）寄給在神戶的楊春松，發表於日共機關報《赤旗》報。原稿標題是「德田球一的皮箱」，……描寫謝在戰後的活動，末了說：如今她拎著德田球一給她的皮箱在海外奮鬥。」楊春松把標題改為「台灣人民的媽媽」。
- 蔡伯壎對謝雪紅的印象：「熱情，照顧年輕人，為人風趣，也很會引導我們認識政治思想與道德。」那時候(1945年~1947年2月間)永遠有一群人在謝雪紅的招待所聯誼、聊天，與謝雪紅互動。有時候謝雪紅講得興起，話題無法結束，乾脆就留下來過夜，但因為有男有女，謝雪紅就讓大家全部在地上打地舖，謝雪紅睡中間，一邊男生、一邊女生，這是一定無法逾越的，也代表謝雪紅在那個時代還是維護著傳統。
- 中國共產黨稱，謝雪紅在日本投降後，便加入中國共產黨，謝雪紅作為二二八事件中武裝抗爭的領導者。<<陳芳明，《謝雪紅評傳》，頁205、257-258。 >>

## 相關創作
- 汪其楣/著，李耀宗/譯，《謝雪紅：汪其楣劇作》（台北：允晨文化，2018）
- 陳芳明/著，《謝雪紅評傳》（麥田，2009）

### 引用
1. 1 2 3 4  首任台盟中央主席谢雪红 （页面存档备份，存于），政协辽宁省委员会，2009-02-20
2. 1 2  陳芳明. . 自立晚報文化出版部. 1992年: 第123頁. ISBN 9789575962043.
3. 1 2  台湾游有感- 生存杂谈- 东湖社区 （页面存档备份，存于），湖北新闻网
4. 1 2  〔專題報道〕走出陰影的謝雪紅（2003.01） （页面存档备份，存于），台灣網，2007-08-01
5. 1 2 3 4 5  金堯如. . 《明報月刊》1998年4月號 (香港).
6. ↑  . news.ifeng.com.   [2020-08-18]. （原始内容存档于2018-01-29）.
7. ↑   –國家圖書館 臺灣記憶.
8. ↑  王乃信、王康旼、林至潔、林獻香、周再添、許江漢、黃玉坤、蘇必凱、鄭溪北. . 台北市: 海峽學術出版社. 2006-06: 14頁. ISBN 986-7359-42-9.
9. 1 2  早期留俄的台灣人(3)：戰後的謝雪紅女士與醫界人士 （页面存档备份，存于），朱真一，第51卷，第3期，杏林隨筆
10. ↑  台灣百年人物誌─謝雪紅 （页面存档备份，存于），中華民國《臺灣公共電視台》
11. ↑  台灣大百科─臺灣共產黨 （页面存档备份，存于），何義麟，文化部，2009-09-24
12. ↑  早期留俄的台灣人(3)：戰前的謝雪紅女士與醫界 （页面存档备份，存于），第57頁，朱真一，杏林隨筆，第51卷，第3期，2008
13. ↑  日治時代臺灣女性的故事—真實與虛構的交錯 （页面存档备份，存于），第3頁，黃美娥，臺灣大學臺灣文學研究所教授，2009-06-30
14. ↑  林獻堂與婦女教育 - 國立臺灣圖書館 （页面存档备份，存于），第96頁，李毓嵐，《臺灣學研究》第13期，2012-06
15. ↑  蘇新的革命道路-一位台共在東亞共產運動的矛盾與困境 （页面存档备份，存于），黃文源，成功大學機構典藏，2010-01-05
16. ↑  日治時期台灣婦女解放運動 （页面存档备份，存于），第155頁，楊翠，夏季學校-文化與歷史研習營
17. ↑  228受害文教機構 可申請賠償、復辦 （页面存档备份，存于），記者林曉雲／台北報導，自由時報，2010-10-22
18. ↑  228事件 人民組二七部隊反抗國民政府 （页面存档备份，存于），廖期錚 徐榮駿 楊以諾 李新隆 綜合，客家電視，2017-03-01
19. ↑  二二八事件60週年特別報導 （页面存档备份，存于），中央廣播電台，2007
20. ↑  张希坡. . 北京: 中共党史出版社. 2009-08: 657. ISBN 978-7-5098-0341-7.
21. ↑  Storm.mg. . www.storm.mg. 2018-02-26  [2024-05-01]. （原始内容存档于2024-05-29） （中文（臺灣））.
22. ↑  ,   [2024-05-01], （原始内容存档于2024-08-22） （中文（中国大陆））
23. ↑  徐宗懋. . 中国时报. 2016年2月29日  [2019年4月1日]. （原始内容存档于2019年4月1日）.
24. ↑  YouTube上的二二八事件中台灣的政治菁英被消失殆盡？ ？張亞中全面剖析直指真相 EP3【中天朋友圈｜風導】，始於1小時07分16秒（繁體中文）

## 外部連結
- 台盟宣傳部長葉紀東：我所認識的謝雪紅
- 我所認識的謝雪紅 周青訪問記
- 斯土斯民-臺灣的故事---謝雪紅（页面存档备份，存于）